# 通用电气Dash 7系列
通用电气Dash 7系列（英語：GE Dash 7 Series）是美国通用电气公司自1976年推出的一个电力传动柴油机车产品系列，取代了上一代的通用电气通用系列柴油机车，主要竞争对手为易安迪公司的Dash 2系列柴油机车。从2300马力的B23-7型柴油机车到3600马力的C36-7型柴油机车，均采用12或16气缸的7FDL系列四冲程柴油机。传动系统采用三相交流同步发电机、硅二极管整流装置、直流牵引电动机组成的交—直流电传动装置。